# Sergej Koroljov
Sergej Pavlovič Koroljov (ukrajinsky Сергі́й Па́влович Корольо́в (Королів) – Serhij Pavlovyč Koroliv, rusky Серге́й Па́влович Королёв; 30. prosince 1906jul./ 12. ledna 1907greg., Žytomyr, Volyňská gubernie, Ruské impérium – 14. ledna 1966, Moskva, SSSR) byl sovětský raketový inženýr a tvůrce sovětského raketového programu v civilní i vojenské oblasti během vesmírného závodu mezi Spojenými státy a Sovětským svazem v 50. a 60. letech. Mnozí ho považují za otce praktické kosmonautiky. Podílel se na vývoji rakety R-7, Sputniku 1 i vypuštění Lajky a prvního člověka Jurije Gagarina do vesmíru. Zasloužil se také o vybudování arzenálu strategických raket.
Přestože byl Koroljov leteckým konstruktérem, jeho největší přednosti se ukázaly v integraci designu, organizaci a strategickém plánování. Ve 30. letech byl kvůli falešnému úřednímu obvinění zatčen jako „člen protisovětské kontrarevoluční organizace“ (později omezeno na „sabotéra vojenské techniky“) a v roce 1938 uvězněn na téměř šest let, včetně několika měsíců v pracovním táboře na Kolymě. Po propuštění se stal uznávaným konstruktérem raket a klíčovou postavou ve vývoji sovětského mezikontinentálního balistického raketového programu. Později řídil sovětský vesmírný program a stal se členem sovětské akademie věd, dohlížel na počáteční úspěchy projektů Sputnik a Vostok, včetně první mise na oběžné dráze Země Jurije Gagarina 12. dubna 1961. Koroljovova nečekaná smrt v roce 1966 přerušila provádění plánů pro přistání na Měsíci se sovětskou posádkou před americkou misí v roce 1969.
Před svou smrtí byl oficiálně známý pouze jako Glavnyj Konstruktor (Главный Конструктор) nebo hlavní konstruktér, aby byl chráněn před možnými pokusy Spojených států o atentát během studené války. Dokonce i někteří kosmonauti, kteří s ním pracovali, neznali jeho příjmení. Teprve po jeho smrti v roce 1966 byla jeho identita odhalena a získal odpovídající veřejné uznání za hnací sílu sovětských úspěchů v průzkumu vesmíru během Mezinárodního geofyzikálního roku i po něm.

## Životopis

### Mládí
Narodil se v tehdy mnohonárodnostním městě Žytomyr asi 120 km od Kyjeva (tehdy součást carského Ruska, dnes Ukrajiny). Jeho otec, Pavel Jakovlevič Koroljov se narodil v běloruském městě Mogilev ruskému vojákovi a běloruské matce. Jeho matka, Maria Nikolajevna Koroljova (Moskalenko/Bulanina), byla dcerou bohatého obchodníka z města Nižyn s kozáckým původem. Z matčiny strany měl, kromě záporožských kozáků, také řecké a polské předky. V Žytomyru žil s rodiči do svých 9 let až do doby úmrtí otce, pak se spolu s matkou a otčímem odstěhoval do přístavní Oděsy. Na tamní letecké základně jako kluk vypomáhal pilotům hydroplánů a za odměnu jej občas svezli. Stavba a studium kluzáků se stala jeho velikou zálibou, v 17 letech dokázal sám první kluzák sestrojit.
Po základní škole se vyučil zedníkem – pokrývačem. V září 1924 začal se studiem letectví na Polytechnickém institutu v Kyjevě, odtud přešel na Fakultu mechaniky Baumanovy vysoké školy technické v Moskvě a zároveň pracoval v tamním leteckém průmyslu. V únoru 1931 byl promován na leteckého inženýra.

### První pracovní úspěchy
V letech 1931–1933 byl spoluzakladatelem (spolu s Fridrichem Arturovičem Canderem) a vedoucím moskevské skupiny GIRD, která se zaměřila na výzkum reaktivního pohybu. Roku 1933 byl GIRD sloučen s leningradskou skupinou GDL, která byla zaměřena na výzkum dynamiky plynů. Z těchto dvou skupin byl vytvořen Reaktivní výzkumný ústav, kde se stal Koroljov jedním z vedoucích pracovníků. I když byl vyškolený jako letecký konstruktér, jeho nejsilnější stránkou byly organizační schopnosti a schopnost strategicky plánovat.

### Stalinské čistky
V roce 1938 se stal obětí stalinských čistek a byl odsouzen na 10 let v gulagu. Roku 1939 byl odeslán na Sibiř. V oblasti Kolymy více než půl roku dobýval zlato a zde si zničil zdraví. Na začátku března 1940 byl odvezen do speciálního vězení pro odborníky v Moskvě. Pracoval pod dohledem v konstrukční kanceláři CKB-29, kde pod vedením Andreje Tupoleva vyvíjel bombardér Tu-2. V roce 1942 jej jako vězně převezli do Kazaně do kanceláře OKB-16 vedené Valentinem Gluškem. Zde se podílel mj. na vývoji malých raketových motorů. V roce 1944 byl podmínečně propuštěn spolu s řadou dalších inženýrů. Přesto zde zůstal ještě rok. V roce 1945 byl v uniformě podplukovníka vyslán do východního Německa, aby tam spolu s dalšími kolegy zkoumal nalezené německé rakety.

### Hlavní raketový konstruktér

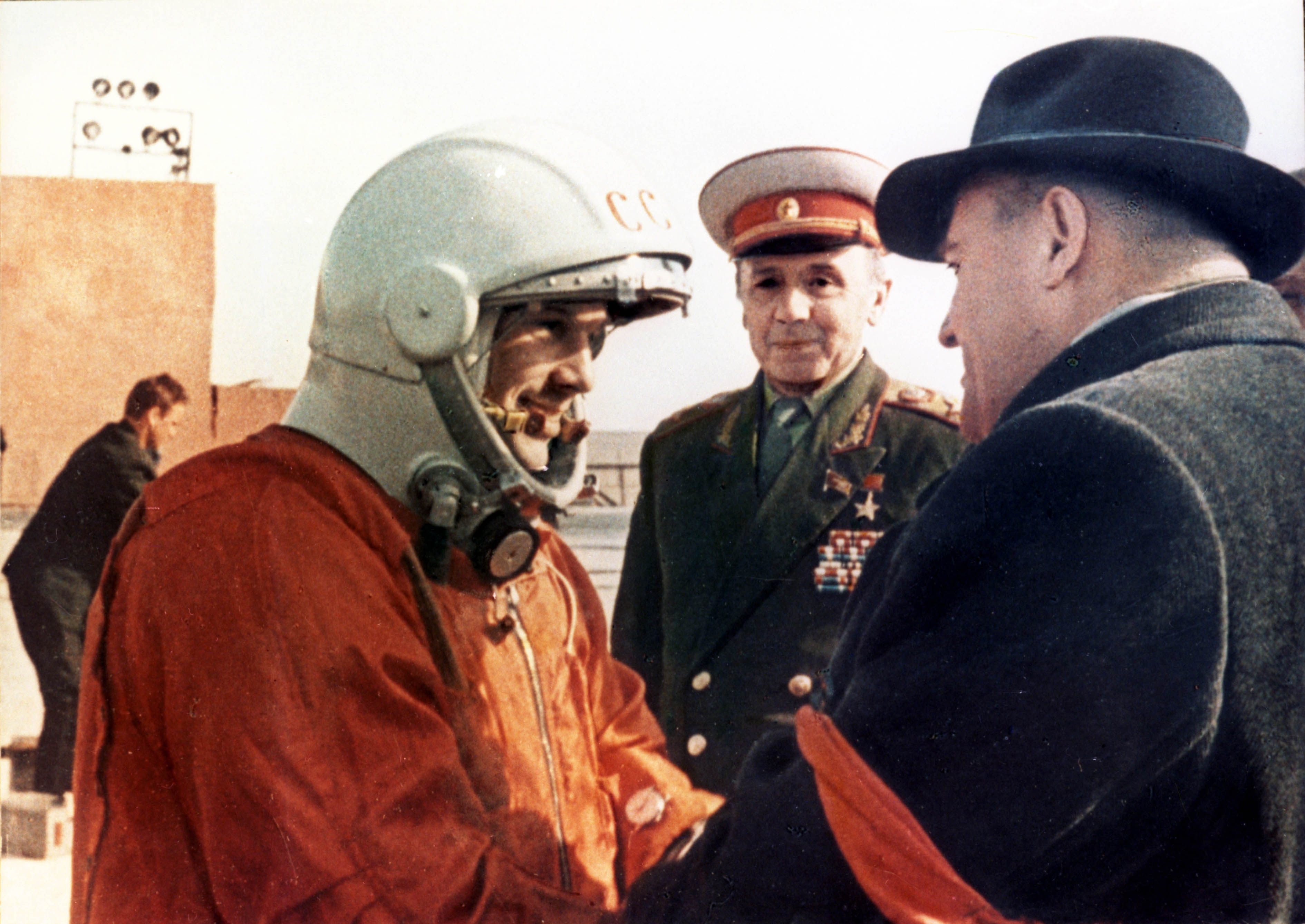
Koroljov (vpravo) s kosmonautem Gagarinem a maršálem Kirillem Moskalenkem, před startem Vostoku 1 (1961)

V únoru 1947 byl jmenován hlavním konstruktérem dálkových raket, využil poznatky získané z ukořistěných německých raket a začal konstruovat nové.
Jeho zásluhou byla vyrobena první mezikontinentální raketa na světě – R-7.
V letech 1950 až 1960, v období vesmírných závodů mezi USA a SSSR, byl vedoucím konstruktérem sovětského raketového výzkumu. Na rozdíl od svého amerického protějšku, Wernhera von Brauna, byla jeho klíčová úloha v sovětském vesmírném programu přísně tajena až do jeho smrti v roce 1966, ke které přispěly zdravotní následky z jeho věznění. V období práce na vesmírných projektech byl znám jen pod označením „hlavní konstruktér“. Pod jeho dohledem bylo dosaženo raných úspěchů vesmírných programů Sputnik, Vostok a Voschod.
Stal se akademikem v Akademii věd SSSR.
Pod jeho vedením začal Sovětský svaz v rámci vesmírných závodů s USA pracovat na pilotovaném letu k Měsíci. Ten se však už v SSSR neuskutečnil.
V roce 1966 Koroljov nečekaně zemřel na rakovinu při chirurgickém zákroku. Urna s jeho popelem byla uložena u kremelské zdi na Rudém náměstí v Moskvě.

## Koroljov v Československu
Koncem června 1964 se spolu s manželkou Xenijí vydal na utajenou dovolenou v Československu. Byla to jeho jediná zahraniční dovolená. Koroljov odmítl tradiční návštěvu Karlových Varů, protože se chtěl především seznámit s výzkumem a průmyslem. Během své dovolené navštívil Výzkumný a zkušební letecký ústav v Letňanech, leteckou továrnu ve Vodochodech, plzeňskou Škodovku, Metru v Blansku a Svit v Gottwaldově. Na letišti v Kunovicích pilotoval aerotaxi L-200. Pak jako turista navštívil Macochu a místo bitvy u Slavkova, druhou část dovolené v Československu strávil v malé chatě ve Vysokých Tatrách. Nikdo z Koroljových československých průvodců nevěděl, koho provází.

## Pocty

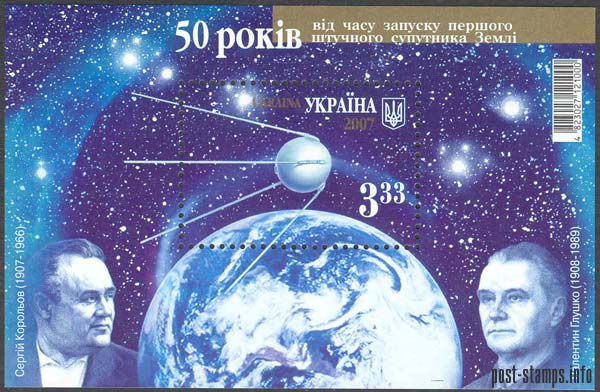
Sergej Koroljov (vlevo) a Valentin Gluško na ukrajinské známce z roku 2007

Ještě za doby trvání SSSR byl dvakrát vyznamenán titulem Hrdina socialistické práce, stal se laureátem Leninovy ceny.
V roce 1996 bylo jako pocta slavnému konstruktérovi přejmenováno město Kaliningrad (původně Podlipky) v Moskevské oblasti na město Koroljov.
V jeho rodném městě dnes funguje muzeum kosmonautiky s jeho jménem a proti muzeu je zrenovovaný Koroljovův rodný dům.